# Romeo Antoniazzi
Romeo Antoniazzi (Cremona, 4 maggio 1862 – Milano, 7 maggio 1925) è stato un liutaio italiano.

## Biografia
Romeo Antoniazzi, ottavo figlio di Gaetano Antoniazzi, lavorò inizialmente con il padre e col fratello Riccardo, presso il laboratorio di Leandro Bisiach. 
Tuttavia, dipendentemente dalle opportunità o necessità, lavorò anche in proprio, con il fratello, nel laboratorio di Antonio Giacomo Monzino e di Giuseppe Barlassina, oltre che per Bisiach.
L'aspetto instabile della sua vita influenzò il suo lavoro, piuttosto irregolare in termini di qualità. I suoi strumenti più interessanti, come quelli del fratello Riccardo, sono quelli prodotti dalla fine del XIX secolo.
Sotto la sua guida si sono formati un gran numero di alunni.
È sepolto al cimitero di Greco, nella tomba familiare.

## Tecnica
Benché lo stile della sua liuteria sia meno raffinato rispetto a quello del fratello (in particolare durante il suo ultimo periodo), ha comunque prodotto strumenti con spiccata personalità e grande spontaneità, che oggi sono molto ammirati. La sua vernice varia in colore e qualità a seconda del periodo, passando da una luce giallo-arancio ad un arancio-marrone, talvolta marrone scuro (spesso la vernice del suo ultimo periodo risulta sbiadita ed i suoi strumenti a volte appaiono poco brillanti). 
Ha usato varie etichette. Nell'ultimo periodo ne adottò una con la dicitura "fece a Cremona" e decorato con lo stemma cremonese, anche se non tornò mai a lavorare nella sua città natale (probabilmente la scelta fu dettata da motivi di lavoro e per distinguersi dal fratello).